# Dorthe Nors
Dorthe Nors (født 20. maj 1970 i Herning) er en dansk forfatter.
Efter en uddannelse som cand.mag. i nordisk litteratur og kunsthistorie fra Århus Universitet i 1999 skrev Nors sin første roman Soul, der blev udgivet i 2001. Denne blev fulgt op af romanerne Stormesteren i 2003 og Ann Lie i 2005.
I 2007 og flere følgende år fik hun tildelt et arbejdsophold på Dansk Forfatter- og Oversættercenter på Hald Hovedgård. Samme år vandt hun andenpræmien i Landbrugets Kulturfonds novellekonkurrence Livet på landet med novellen Hun kommer. Interessen for novellegenren resulterede i udgivelsen af novellesamlingen Kantslag i 2008.
Hun finder sin inspiration ved at opholde sig blandt mennesker. Hun kalder det med sine egne ord for ubevidst research og sammenligner det med blåhvalen, der blot svømmer gennem havet med åben mund og lader føden sidde fast i dens barder.
Dorthe Nors var i en årrække bosat i København hvor hun dels underviser i litteratur og skrivning på forskellige højskoler og folkeuniversiteter, samt oversætter svensk og norsk litteratur til dansk. Hun bor nu i Dollerup syd for Viborg.
I 2009 fik Nors en novelle udgivet i det amerikanske Boston Review, hvilket førte til oversættelser i magasiner som Harper's Magazine, Fence, Guernica og andre steder. Det kulminerede i efteråret 2013, da det prestigefyldte amerikanske tidsskrift The New Yorker udgav novellen Hejren (fra Kantslag). Nors er dermed den første dansker nogensinde til at få trykt sin tekst i bladet, hvilket gav en del omtale i danske medier.
Novellesamlingen Kantslag er sat til udgivelse fra Graywolf Press i februar 2014 under titlen Karate Chop.
I 2017 blev hun nomineret til den prestigefyldte Man Booker International Prize for den engelske oversættelse af hendes bog fra 2016 "Spejl, skulder, blink" , "Mirror, Shoulder, Signal". Prisen gik til den israelske forfatter David Grossman.

## Priser og legater
- Hædrende omtale, Pushcart Prize (2010)
- New Letters' læserpris (2010)
- Midtvestjysk Kulturpris (2010)
- Statens Kunstfonds treårige arbejdslegat (2011)